# Greg Murphy (homme politique)
Pour les articles homonymes, voir Greg Murphy.
Gregory Francis Murphy dit Greg Murphy, né le 5 mars 1963 à Raleigh, est un médecin et homme politique américain. Membre du Parti républicain de Caroline du Nord, il est élu à la Chambre des représentants des États-Unis depuis 2019.

## Biographie
Murphy est urologue à Greenville.
En 2015, il est nommé à la Chambre des représentants de Caroline du Nord. Il est élu à ce poste en 2016 puis réélu en 2018. Au sein de la législature, il est l'un des soutiens d'une proposition de loi pour offrir une couverture santé aux plus démunis, un projet qu'il considère « conservateur et fiscalement responsable » mais critiqué par de nombreux conservateurs,. Il retire sa signature de la proposition durant l'été 2019.
Après le décès de Walter B. Jones Jr. en février 2019, Murphy se présente à la Chambre des représentants des États-Unis dans le 3e district de Caroline du Nord, sur la côte atlantique. En avril, il arrive en tête de la primaire républicaine (parmi 17 candidats). Réunissant 22,5 % des suffrages, il n'obtient pas les 30 % nécessaires pour obtenir la nomination,,. Au second tour, il affronte la pédiatre Joan Perry. Murphy reçoit le soutien de la direction du Freedom Caucus tandis que Perry est soutenue par les 13 représentantes républicaines du Congrès. Il décroche l'investiture républicaine en juillet, en rassemblant près de 60 % des voix face à Perry,. Dans cette circonscription conservatrice, Murphy devient le favori. Le 10 septembre 2019, il est élu représentant des États-Unis avec environ 62 % des suffrages face à l'ancien maire démocrate de Greenville Allen Thomas (37 %) et deux petits candidats, dans un contexte de faible participation (24 %). Il est réélu en 2020, 2022 et 2024.